# Xicalahuatla
Xicalahuatla är en ort i Mexiko.   Den ligger i kommunen Tepetzintla och delstaten Puebla, i den sydöstra delen av landet, 150 km öster om huvudstaden Mexico City. Xicalahuatla ligger 1 811 meter över havet och antalet invånare är 451.
Terrängen runt Xicalahuatla är varierad. Runt Xicalahuatla är det ganska tätbefolkat, med 70 invånare per kvadratkilometer. Närmaste större samhälle är Zacatlán, 12,5 km väster om Xicalahuatla. I omgivningarna runt Xicalahuatla växer i huvudsak blandskog.